# Breaon Brady
Breaon Brady (nacido el 20 de noviembre de 1996 en Akron, Ohio, Estados Unidos), es un jugador de baloncesto estadounidense. Con 2 metros y 3 centímetros de estatura y 113 kilogramos de peso, juega en la posición de ala-pívot, pudiendo también desempeñarse como pívot.

## Trayectoria
Comienza a destacar en el deporte del baloncesto en el instituto Ellet High School de su localidad natal, Akron. En 2015 se enroló en el Saddleback Junior College, donde obtuvo reconocimiento como integrante del Mejor Quinteto de su conferencia. En 2017 es reclutado por la Universidad de Houston, donde completa su ciclo universitario jugando para los Cougars en la Division I de la NCAA y contribuyendo decisivamente al éxito del equipo: En su temporada junior (2017/18) es titular en 31 de los 33 encuentros que disputa su equipo y alcanza la segunda ronda (dieciseisavos de final) del Campeonato de la NCAA. En su temporada senior (2018/19) disputa 37 partidos (siendo titular en 36 de ellos), promediando 6 puntos y 4 rebotes en casi 14 minutos por encuentro, avanzando los Cougars hasta el Sweet Sixteen (octavos de final) del Campeonato.